# Mega Millions
Mega Millions (que empezó como The Big Game en 1996) es una lotería americana ofrecida en 44 estados, además del Distrito de Columbia, y las Islas Vírgenes de EE. UU. El primer sorteo del nuevo formato de Mega Millions, como tal, tuvo lugar en 2002.
El bote mínimo de Mega Millions es de 20 millones de dólares. Este aumenta cuando no es ganado, y no tiene límite. Los ganadores pueden recibir el dinero repartido en 30 anualidades, que se incrementan un 5% anual para ajustarse al aumento de los precios. También pueden optar por recibir el premio en metálico, y en un solo pago (es la opción más habitual). 
Los importes de los premios son anunciados en su valor nominal, al que posteriormente se descuentan los impuestos y gastos legales. El modo de juego actual de Mega Millions, tras los cambios introducidos el 29 de octubre de 2017, consiste en elegir 5 números entre 70, más uno adicional sobre 25, llamado "Mega Ball".
Cada apuesta (sencilla) de Mega Millions cuesta 2 dólares. Además, existe la posibilidad de jugar con el "Megaplier", opción que permite multiplicar los premios desde 2 a 10 veces. Los sorteos se celebran cada miércoles y viernes, a las 23:00, (hora local en Atlanta), en los estudios ABC de WSB-TV.
El bote récord ganado en la lotería Mega Millions asciende a 1.537 millones de dólares, (878 millones si se recibe en metálico.) Fue entregado el 23 de octubre de 2018 a 1 boleto ganador de Carolina del Sur.

## Probabilidades de ganar un premio en Mega Millions

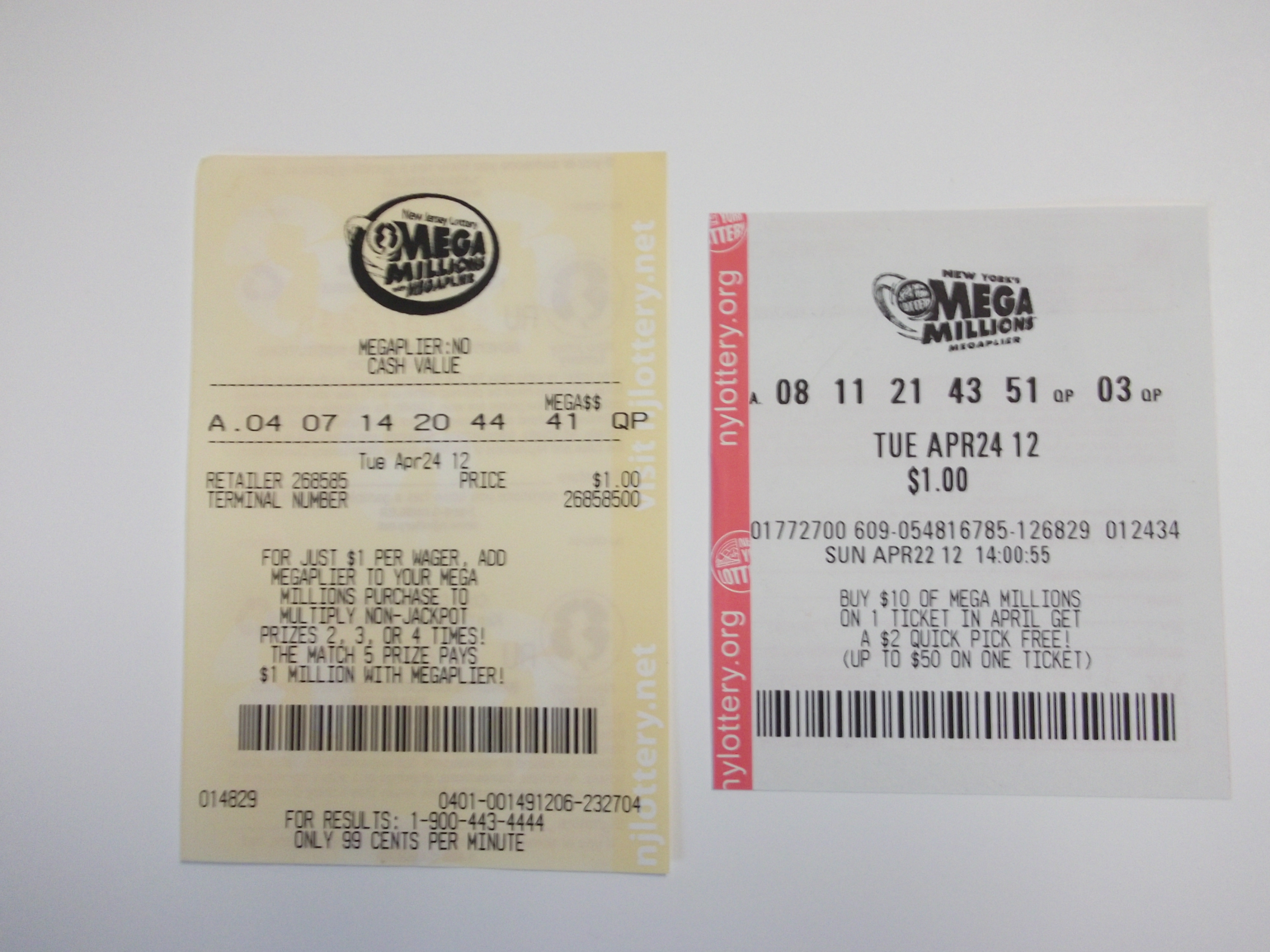
Diferentes boletos de Mega Millions. A la izquierda, boleto de Nueva Jersey. A la derecha, boleto de Nueva York.

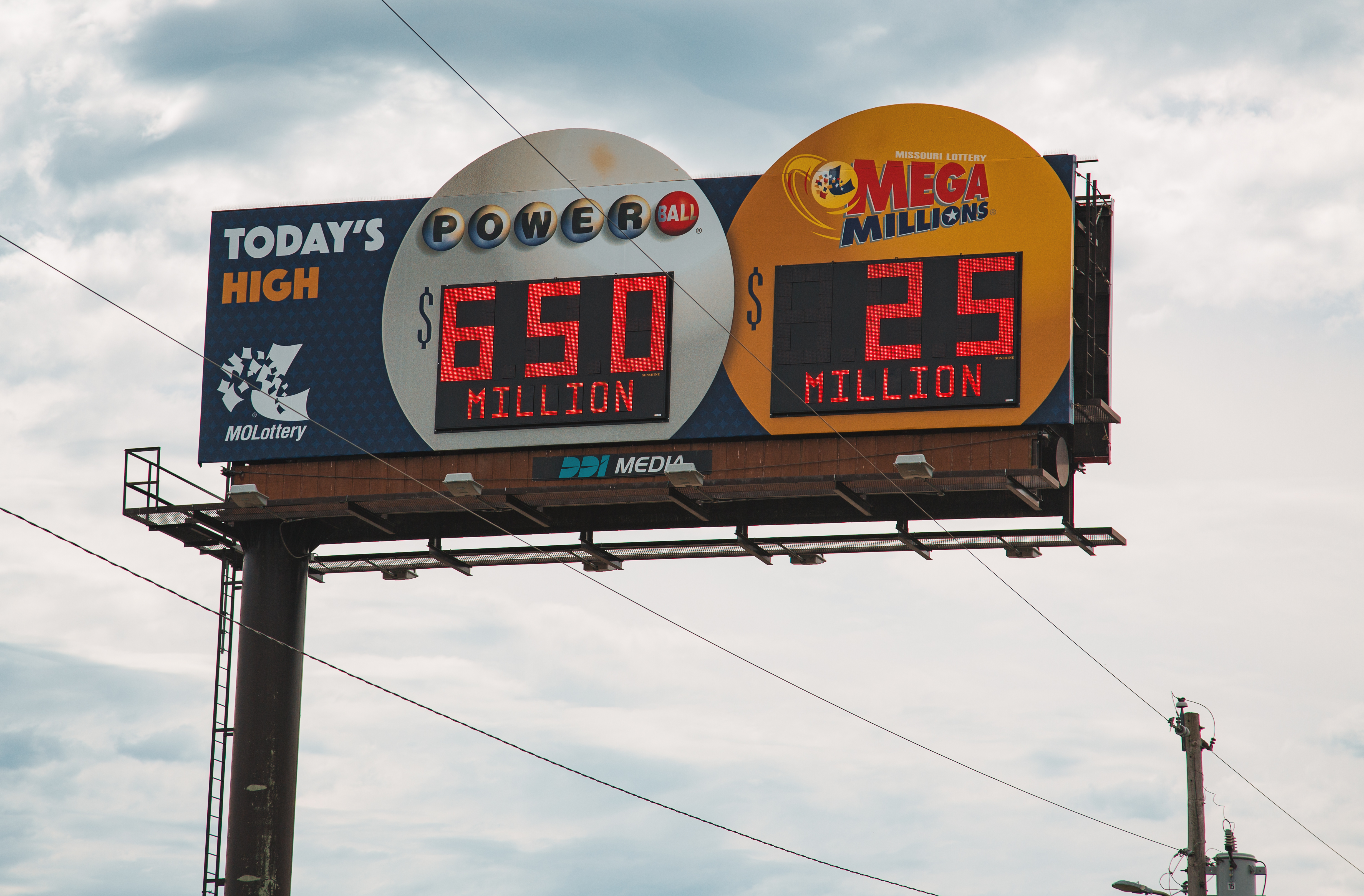
Valla publicitaria de los juegos de lotería Powerball y Mega Millions

- 5 números más el Mega Ball (5+1): 1 en 302.575.350
- 5 números pero no el Mega Ball (5+0): 1 en 12.103.014
- 4+1: 1 entre 931.001
- 4+0: 1 entre 38.792
- 3+1: 1 entre 14.547
- 3+0: 1 entre 606
- 2+1: 1 entre 693
- 1+1: 1 entre 89
- 0+1, solo Mega Ball: 1 entre 37

## Se pone en juego el mayor bote de la historia de Mega Millions
El 23 de octubre de 2018 la lotería Mega Millions puso en juego su mayor bote y tope para esta lotería americana, establecido en 1.537.000.000 $, unos 1.673.639.300 € al cambio el día anterior. Se trata del tercero bote más importante de toda la historia de la lotería mundial.

## Mega Millions anuncia cambios importantes a partir de abril de 2025
Se avecinan grandes cambios para la lotería Mega Millions, incluyendo un aumento en el precio de los boletos de $2 a $5. Este anuncio marca el inicio de una importante renovación programada para abril de 2025, que introducirá nuevas reglas de juego, estructuras de premios actualizadas, el Megaplier incorporado y mejores probabilidades de ganar.